# Landesmusikrat Berlin
Der Landesmusikrat Berlin e. V. ist der für das Land Berlin zuständige Landesmusikrat. 
Als Dachverband vertritt er die Interessen der Institutionen und Verbände, die das Berliner Musikleben prägen und die ihrerseits im Landesmusikrat mitwirken. Er versteht sich als Koordinationsstelle und hat beratende Funktion gegenüber dem Berliner Senat und den Parteien des Berliner Abgeordnetenhauses. In eigenen Projekten ist er selbst an der Gestaltung des Musiklebens in Berlin beteiligt. Die Geschäftsstelle befindet sich in der Lübecker Straße 23 in Berlin.

## Aufgaben und Ziele
Ziel des Landesmusikrat ist die Förderung des Musiklebens. Er vertritt die musikpolitischen Interessen seiner Mitglieder gegenüber den Medien und der Politik. Er versteht sich als „Sachwalter künstlerischer und kultureller Interessen“ im „Spannungsfeld der sozialen Anforderungen und wirtschaftlichen Erfordernissen der Stadt Berlin“. Er orientiert sich in seinen Aktivitäten an den Leitlinien der UNESCO-Konvention zum Schutz der kulturellen Vielfalt und „verpflichtet sich damit zu Erhalt und Förderung des kulturellen Erbes, der zeitgenössischen künstlerischen Ausdrucksformen sowie der Kulturen anderer Länder in Deutschland.“
Die Mitglieder sind 47 Verbände und über 10 Einzelmitglieder. 
Als konkrete Aufgaben sind in der Satzung u. a. genannt: die Förderung der Musikerziehung, der berufliche Musikausübung wie des Laienmusizierens, die Entwicklung und Förderung des  Musikverständnisses in der Öffentlichkeit und die Förderung des interkulturellen Dialogs.

## Organe
Organe des Landesmusikrats sind die Generalversammlung, das Präsidium und der Generalsekretär. Zur Generalversammlung gehören alle Verbands- und Einzelmitglieder. Das Präsidium besteht aus einem Präsidenten, einem Vizepräsidenten, einem Schatzmeister, den Ehrenpräsidenten sowie den jeweiligen Landesvertreters der Musikschulen, der Landesmusikakademie,  des Landesverbandes Musikunterricht, des Chorverbandes, des Verbandes Deutscher Musikschulen und des Landesausschusses Jugend musiziert Berlin. Der LMR ist im Aufsichtsrat der Landesmusikakademie Berlin vertreten.

## Projekte
Projekte des Landesmusikrats Berlin sind der Wettbewerb Jugend musiziert Berlin, Jugend forscht: Musik, das  Landesjugendorchester Berlin, das Berliner JugendJazzOrchester, das Landesjugendensemble Neue Musik Berlin, der  Berliner Jazztreff, das Berliner Orchester- und Chortreff und die Auslobung eines Instruments des Jahres. Kooperationsprojekt ist das Landeszupforchester Berlin. Der LMR ist mit seinen Projekten an der Initiative „Musik für Geflüchtete in Berlin“ beteiligt.
Die Projekte des Landesmusikrats stehen unter der Schirmherrschaft des Regierenden Bürgermeisters von Berlin und werden von der Senatskanzlei Kulturelle Angelegenheiten und der Senatsverwaltung für Bildung, Jugend und Wissenschaft gefördert. 
2015 entwickelte der Landesmusikrat einen Masterplan zur musikalischen Bildung in Berlin, der die Bereich der schulischen, vorschulischen und außerschulischen Bildung (Musikschulen) umfasst und koordiniert.

## Ehrennadel
Seit 1998 verleiht der Landesmusikrat Berlin Ehrennadeln in Bronze, Silber und Gold an Persönlichkeiten, die sich um das Berliner Musikleben verdient gemacht haben.
- Estrongo Nachama (1998, Gold)
- Rüdiger Trantow (1998, Silber)
- Grete von Zieritz (1998, Silber)
- Michael Jenne (2000, Gold)
- Rüdiger Trantow (2000, Gold)
- Bärbel Plöckinger (2000, Silber)
- Hugo Jahns (2000, Silber)
- Anni Eckertz (2000, Silber)
- Helga Konzack (2001, Silber)
- Anka Sommer (2001, Silber)
- Ursula Riechers (2001, Bronze)
- Elke Mentges (2002, Silber)
- Dieter Ebert (2003, Gold)
- Christiane Halaski (2006, Gold)
- Joël Betton (2009, Silber)
- Helga Konzack (2010, Gold)
- Thomas Birk (2015, Gold)
- Regina Kittler (2016, Gold)
- Annette Indetzki (2017, Gold)
- Dietmar Hiller (2021, Gold)
- Gunter Kennel (2021, Gold)
- Martin Ludwig (2021, Gold)
- Thomas Hennig (2021, Gold)
- Anka Sommer (2021, Gold)
- Anita Rennert (2022, Gold)
- Adelheid Krause-Pichler (2023, Gold)
- Ulrike Morgenroth (2024, Gold)
- Michael Kubik (2024, Gold)